# Harold Peto
Harold Peto (1854-1933) est un architecte de jardins anglais et de parcs exotiques de la Côte d'Azur. Il a dessiné les jardins du Domaine Maryland et de la Villa Les Cèdres.